# Фрежюс (перевал)
Перевал Фрежюс (висота 2542 метри) — перевал в Коттійських Альпах на кордоні між Францією та Італією. Він сполучає Бардонекк'я, Італія, з Модан, Франція.
Дорога через перевал не асфальтована і обмежена для пішохідного руху. Для руху транспортних засобів використовується дорожній тунель Фрежюс.